# 第13回ゴールデングローブ賞
13th Golden Globe Awards

作品賞（ドラマ部門）: 

 エデンの東 
映画賞（ミュージカル・コメディ部門）:

 野郎どもと女たち 
第13回ゴールデングローブ賞（だい13かいゴールデングローブしょう）は1955年の映画を対象としており、1956年2月23日に発表された。

## 受賞一覧

### 作品賞（ドラマ部門）
- 『エデンの東』[1]

### 作品賞（ミュージカル・コメディ部門）
- 『野郎どもと女たち』[2]

### 主演男優賞（ドラマ部門）
- アーネスト・ボーグナイン - 『マーティ』[3]

### 主演男優賞（ミュージカル・コメディ部門）
- トム・イーウェル - 『七年目の浮気』[4]

### 主演女優賞（ドラマ部門）
- アンナ・マニャーニ - 『バラの刺青』[5]

### 主演女優賞（ミュージカル・コメディ部門）
- ジーン・シモンズ - 『野郎どもと女たち』[6]

### 助演男優賞
- アーサー・ケネディ - 『アメリカの戦慄』[7]

### 助演女優賞
- マリサ・パヴァン - 『バラの刺青』[8]

### 監督賞
- ジョシュア・ローガン - 『ピクニック』[9]

### 外国語映画賞
- Dangerous Curves（ イギリス）
- 『子供の眼』（ 日本）
- 『戦場の叫び』(Kinder, Mütter und ein General)（ 西ドイツ）
- Stella（ ギリシャ）
- 『奇跡』(Ordet)（ デンマーク）

### ヘンリエッタ賞
- マーロン・ブランド[11]
- グレース・ケリー[11]

### 特別業績賞
- ジェームス・ディーン[12]

### セシル・B・デミル賞
- Jack L. Warner[13]

### 作品賞（屋外部門）
- Wichita[14]

### テレビ業績
- デジ・アーナズ
- ダイナ・ショア

### 国際賞
- 『慕情』 - 監督: ヘンリー・キング

### 新人男優賞
- Ray Danton
- ラス・タンブリン

### 新人女優賞
- アニタ・エクバーグ
- Victoria Shaw
- ダナ・ウィンター

### ハリウッド市民賞
- エスター・ウィリアムズ